# Politische Rundschau
Die Politische Rundschau war eine Zeitschrift der Freisinnig-Demokratischen Partei der Schweiz (FDP), die von 1922 bis 1997 vierteljährlich erschien.
Der vollständige Titel der Zeitschrift war «Politische Rundschau – Revue politique». Sie trug zuletzt den Untertitel «Zeitschrift für Kultur, Politik und Wirtschaft». Bis 1952 lautete der Untertitel «Monatsschrift für freisinnig-demokratische Politik», anschließend bis 1961 «Monatsschrift für Kultur, Politik und Wirtschaft». Sie beschäftigte sich vor allem mit aktuellen Themen der FDP zur Gestaltung der Schweizer Gesellschaft, jedes Heft hatte meistens ein Schwerpunktthema und einen entsprechenden Heft-Titel. Die Politische Rundschau enthielt gelegentlich historische Rückblicke zur Partei, vor allem bei Jubiläen. Die Artikel erschienen vorwiegend auf Deutsch, andere meist auf Französisch, einzelne Artikel zweisprachig. Die Verfasser waren FDP-Politiker, oft Parlamentarier, Bundesräte und andere Mandatsträger. Herausgeber der Zeitschrift war das Generalsekretariat der FDP Schweiz in Bern, Redaktor war der jeweilige Generalsekretär.